# Rettenegg
Rettenegg ist eine Gemeinde mit 701 Einwohnern (Stand 1. Jänner 2024) im Bezirk Weiz im Osten der Steiermark an der Grenze zu Niederösterreich. Das Gemeindegebiet umfasst eine Fläche von 78,87 km².

## Geografie

### Geografische Lage
Rettenegg liegt in den Fischbacher Alpen an der Einmündung des Pfaffenbaches in die Feistritz. Es treffen dort auch die von Pfaffensattel und Feistritzsattel kommenden Straßen zusammen. Der südliche Teil des Gebiets gehört zum steirischen Joglland.
Den nordwestlichen Rand des Gemeindegebietes bildet der Höhenzug Pretul (1656 m ü. A.) – Stuhleck, das mit 1782 m ü. A. der höchste Punkt des Gemeindegebietes ist. Auch der Höhenzug des Wechsels gehört teilweise zum Gemeindegebiet.

### Gemeindegliederung
Das Gemeindegebiet umfasst folgende drei Ortschaften (in Klammern Einwohnerzahl Stand 1. Jänner 2024):
- Feistritzwald (102)
- Inneres Kaltenegg (51)
- Rettenegg (548)

Die Gemeinde besteht aus den beiden Katastralgemeinden Inneres Kaltenegg und Rettenegg.

### Nachbargemeinden
| Ganz (Bez. Bruck-Mürzzuschlag)                   | Spital am Semmering (Bez. Bruck-Mürzzuschlag)   | Trattenbach (NÖ, Bez. Neunkirchen)          |
| Ratten                                           | Kompassrose, die auf Nachbargemeinden zeigt     | Aspangberg-St. Peter (NÖ, Bez. Neunkirchen) |
| Sankt Jakob im Walde (Bez. Hartberg-Fürstenfeld) | Waldbach-Mönichwald (Bez. Hartberg-Fürstenfeld) | Mönichwald (Bez. Hartberg-Fürstenfeld)      |

## Geschichte

### Waldbahn Steinhaus – Rettenegg
Zwischen 1911 und 1958 verkehrte die Feistritzwaldbahn zwischen Steinhaus und Rettenegg, noch heute sind Spuren von der ehemaligen Bahnstrecke zu finden.

### Einwohnerentwicklung
Die Einwohnerzahl erreichte bei der Volkszählung 1923 mit 1251 ihren höchsten Stand und hat seither kontinuierlich abgenommen, seit 1971 von einer Volkszählung zur nächsten jeweils um rund 10 %. Ausschlaggebend war die negative Wanderungsbilanz, die durch die Geburtenbilanz bei weitem nicht ausgeglichen werden konnte (z. B. 1991 bis 2001: Geburtenbilanz +1,2 %, Wanderungsbilanz −8,5 %).
| Rettenegg: Einwohnerzahlen von 1869 bis 2024        | Rettenegg: Einwohnerzahlen von 1869 bis 2024 | Rettenegg: Einwohnerzahlen von 1869 bis 2024 | Rettenegg: Einwohnerzahlen von 1869 bis 2024 | Rettenegg: Einwohnerzahlen von 1869 bis 2024 |
| --------------------------------------------------- | -------------------------------------------- | -------------------------------------------- | -------------------------------------------- | -------------------------------------------- |
| Jahr                                                |                                              |                                              |                                              | Einwohner                                    |
| 1869                                                | 1869                                         |                                              | 1.065                                        | 1.065                                        |
| 1880                                                | 1880                                         |                                              | 1.132                                        | 1.132                                        |
| 1890                                                | 1890                                         |                                              | 1.087                                        | 1.087                                        |
| 1900                                                | 1900                                         |                                              | 1.170                                        | 1.170                                        |
| 1910                                                | 1910                                         |                                              | 1.177                                        | 1.177                                        |
| 1923                                                | 1923                                         |                                              | 1.251                                        | 1.251                                        |
| 1934                                                | 1934                                         |                                              | 1.237                                        | 1.237                                        |
| 1939                                                | 1939                                         |                                              | 1.221                                        | 1.221                                        |
| 1951                                                | 1951                                         |                                              | 1.199                                        | 1.199                                        |
| 1961                                                | 1961                                         |                                              | 1.177                                        | 1.177                                        |
| 1971                                                | 1971                                         |                                              | 1.067                                        | 1.067                                        |
| 1981                                                | 1981                                         |                                              | 962                                          | 962                                          |
| 1991                                                | 1991                                         |                                              | 858                                          | 858                                          |
| 2001                                                | 2001                                         |                                              | 795                                          | 795                                          |
| 2011                                                | 2011                                         |                                              | 760                                          | 760                                          |
| 2021                                                | 2021                                         |                                              | 707                                          | 707                                          |
| 2024                                                | 2024                                         |                                              | 701                                          | 701                                          |
| Quelle(n): Statistik Austria, Gebietsstand 1.1.2021 |                                              |                                              |                                              |                                              |

### Religionen
Von den Einwohnern sind 97,6 % römisch-katholisch, 0,4 % gehören der evangelischen Kirche an. 1,6 % sind ohne religiöses Bekenntnis.

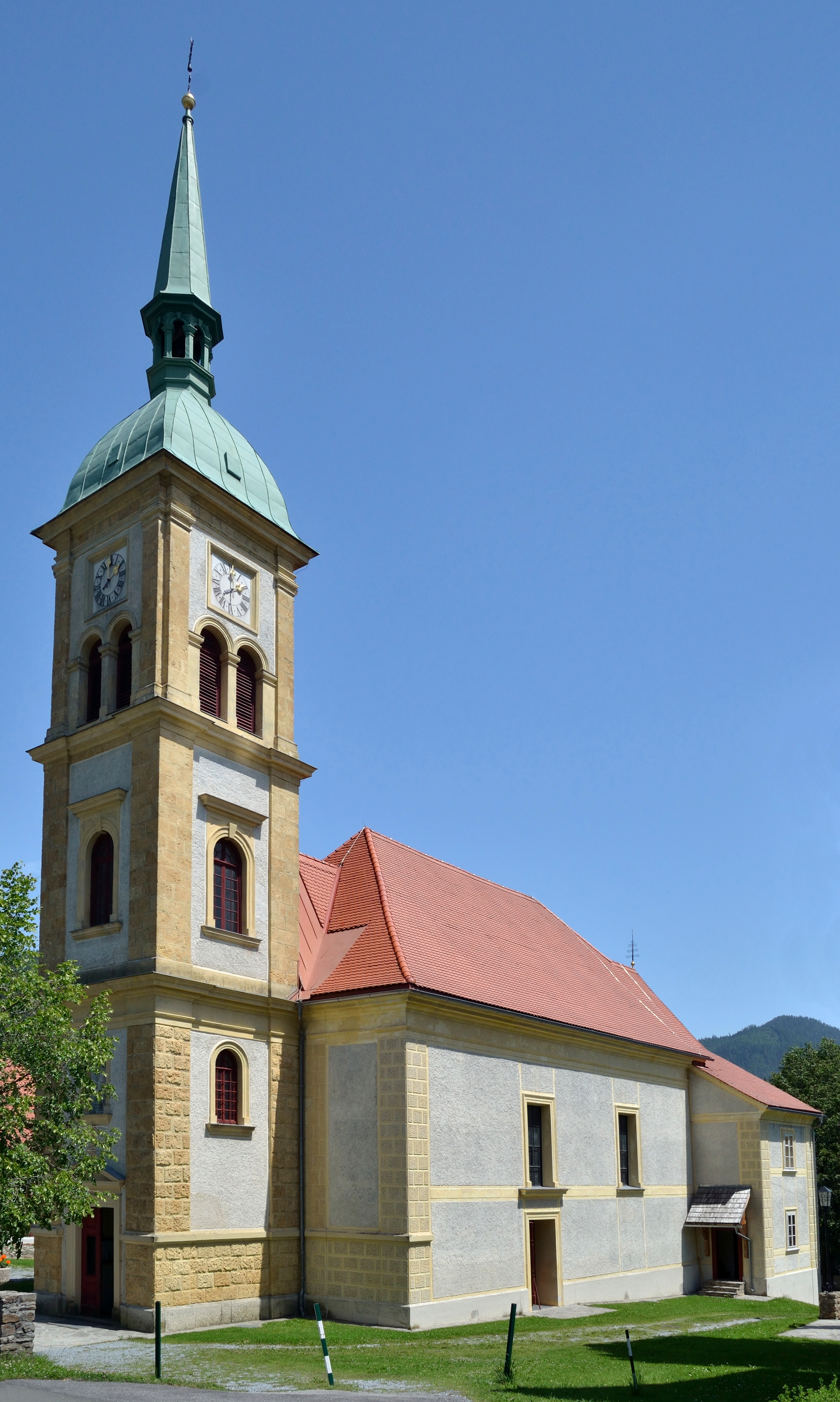
Pfarrkirche

## Kultur und Sehenswürdigkeiten
- Katholische Pfarrkirche Rettenegg hl. Florian

### Naturdenkmäler
- Planetenweg „Himmel auf Erden“: Entlang einer Wanderung auf das Stuhleck wird das Sonnensystem dargestellt. Der Planetenweg wurde als wissenschaftlich-touristisches Projekt vom Institut für Astronomie der Universität Wien geschaffen. Entlang des Weges sind die neun Planeten so dargestellt, dass deren Größe und Abstände zueinander dem Maßstab 1:1 Milliarde entsprechen.

### Museum
Die Ausstellung „Die alte Waldbahn“ im Gasthof Rosinger ist eine Dauerausstellung. Gezeigt werden Originalpläne (1:1000) und Fotos der einstigen Bahn von Rettenegg nach Steinhaus am Semmering.

### Größter Stempel der Welt
Gleich bei der Ortseinfahrt zu Rettenegg befindet sich der größte Stempel der Welt (Guinness-Buch der Rekorde).

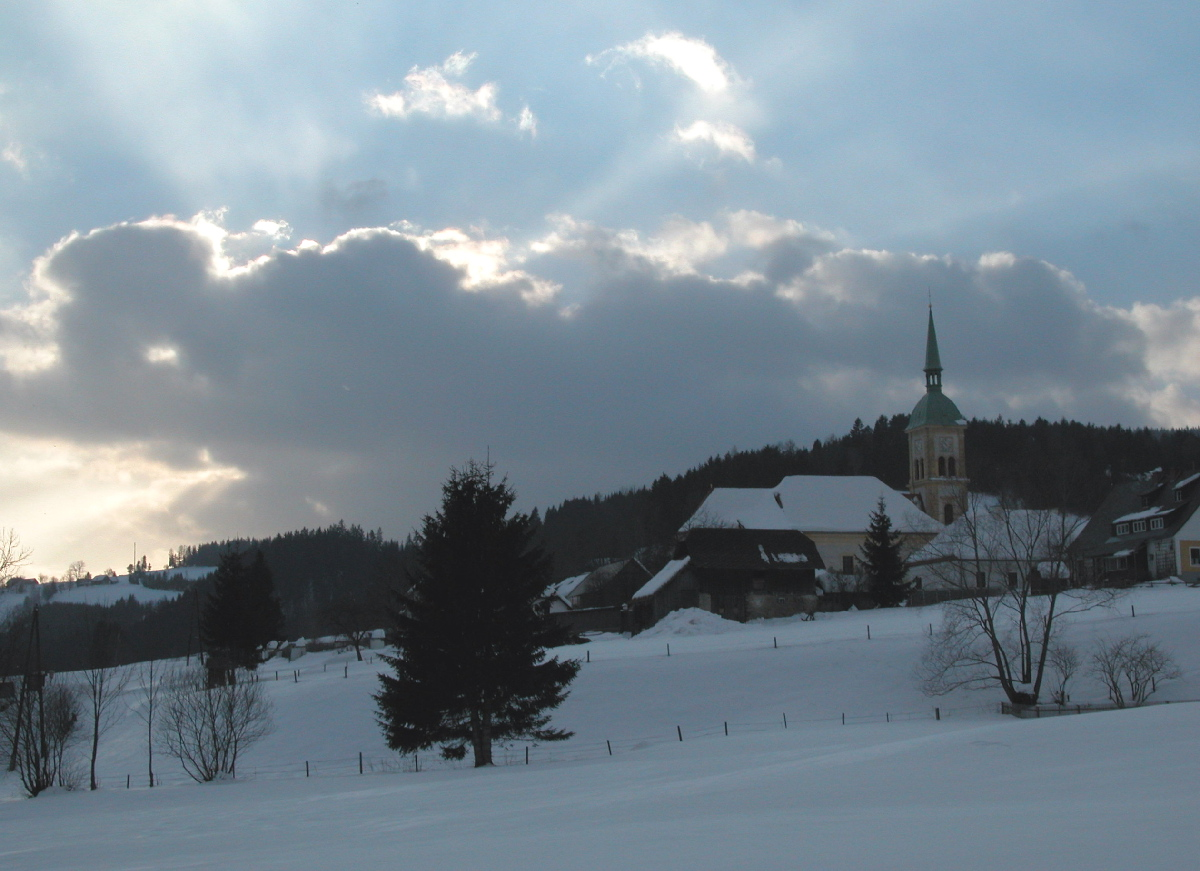
Rettenegg im Winter

## Wirtschaft und Infrastruktur

### Fremdenverkehr
Die Gemeinde bildet gemeinsam mit Birkfeld, Fischbach, Miesenbach, Ratten, Strallegg, St. Kathrein am Hauenstein, St. Jakob im Walde, Waldbach-Mönichwald, Wenigzell und Vorau den Tourismusverband „Joglland-Waldheimat“. Dessen Sitz ist in St. Jakob im Walde.
- Als Freizeitangebote werden Schwimmbad, Planetenwanderweg, Tennisplatz und Radwege angeboten.
- Rettenegg zeichnet sich durch eine gute Frischluftqualität auf über 800 m aus und bietet Ruhe suchenden Menschen den gewünschten Ausgleich.
- Der Rettenegger Rundwanderweg kann in verschiedenen Varianten gewandert werden.
- Zahlreiche Gastronomiebetriebe, bei denen man vor allem die örtlichen Spezialitäten wie frische Forellen verköstigen kann.

### Öffentliche Einrichtungen
Im Ortszentrum von Rettenegg befindet sich das Hallenbad.

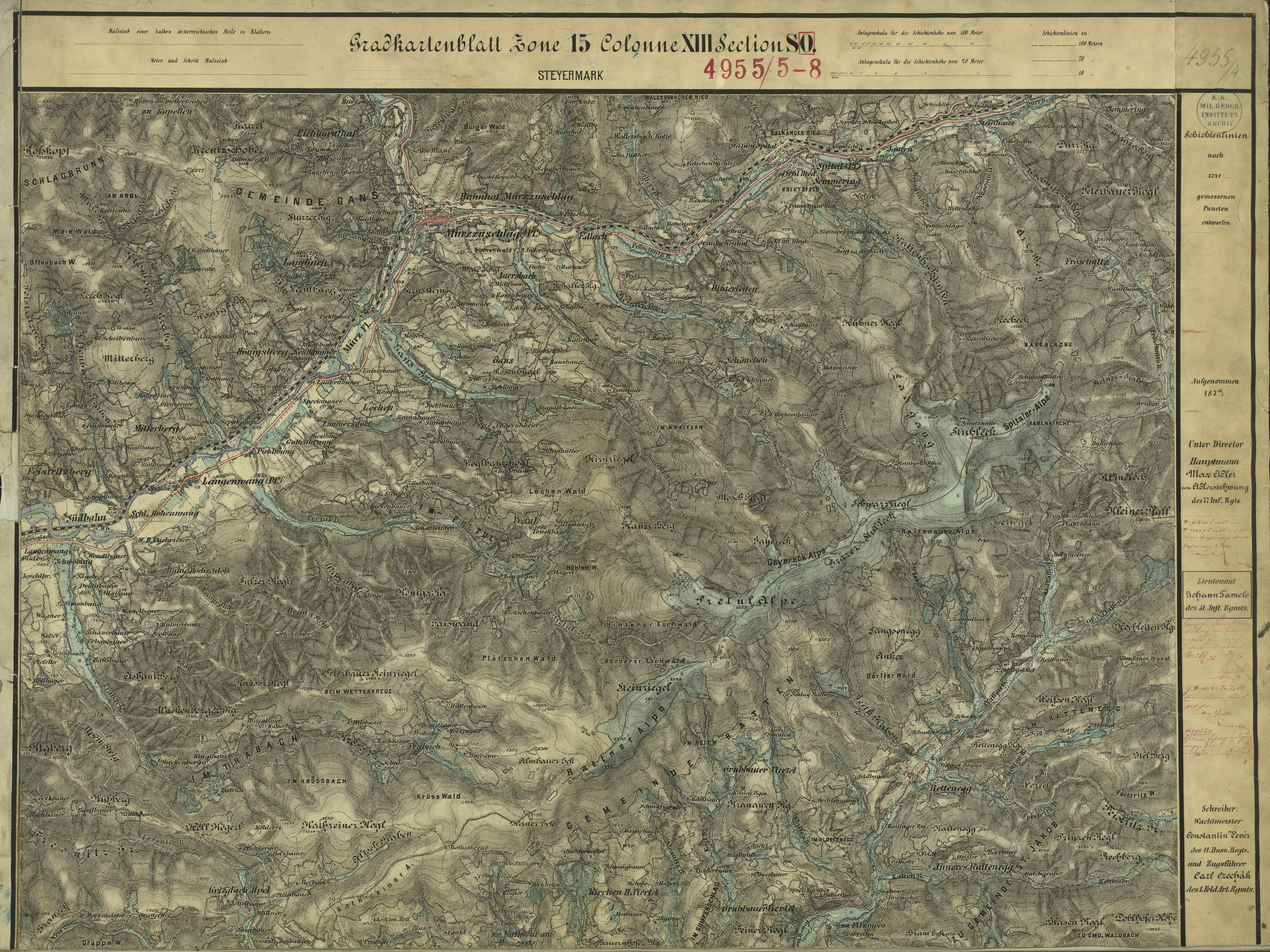
Rettenegg (rechts unten) und Umgebung um das Jahr 1876 (Aufnahmeblatt der Landesaufnahme)

## Politik

### Gemeinderat
Der Gemeinderat von Rettenegg setzt sich seit der Gemeinderatswahl vom 28. Juni 2020 folgendermaßen zusammen:
- 7 ÖVP
- 2 SPÖ

### Gemeindevorstand
Der Gemeindevorstand besteht aus drei Mitgliedern und setzt sich aus dem Bürgermeister Johann Ziegerhofer (ÖVP), dem Vizebürgermeister Martin Ziegerhofer (ÖVP) und dem Kassier Peter Geßlbauer (ebenfalls ÖVP) zusammen.

## Persönlichkeiten

### Ehrenbürger
- 1976: Franz Wegart (1918–2009), Landeshauptmann-Stellvertreter[5]

### Mit der Gemeinde verbundene Persönlichkeiten
- Franz Josef Czernin (* 1952), Schriftsteller